# 135-й отдельный моторизованный инженерный батальон
135-й отдельный моторизованный инженерный Новгородский Краснознамённый батальон — воинская часть Вооружённых сил СССР во время Великой Отечественной войны.

## История
Сформирован в Московском военном округе в июле-августе 1941 года на базе 28-го инженерного полка
В составе действующей армии с 5 сентября 1941 по 25 апреля 1944 года. В начале сентября 1941 года включён в состав 54-й армии, осуществлял инженерное обеспечение войск армии в Синявинских операциях сентября-октября 1941 года, в Тихвинских оборонительной и наступательной операциях, Любанской наступательной операции.
В январе 1942 года передан в 8-ю армию, в её составе совершенствует оборону войск армии в её полосе южнее Ладожского озера. С мая по октябрь 1942 года находится на Волховском фронте, точное подчинение установить не удалось, вёл ли боевые действия в ходе Синявинской операции 1942 года неизвестно.
В январе 1943 года очевидно привлекался для участия в операции «Искра». В дальнейшем действует на участках Волховского фронта, в феврале-марте 1943 года принимает участие в Смердынской операции. Осенью 1943 года передан в 59-ю армию и в её составе штурмует позиции противника в районе Подберезье, осуществляет инженерное обеспечение войск армии в дальнейшем наступлении на Новгород и вокруг него, отличился при освобождении города. С конца января 1944 года действует в районе Шимска, в феврале 1944 преследует отступающие немецкие войска, отличившись при освобождении Дно.
25 апреля 1944 года переформирован в 135-й отдельный моторизованный штурмовой инженерно-сапёрный батальон.

## Подчинение
| Подчинение по месяцам | Подчинение по месяцам                                      | Подчинение по месяцам | Подчинение по месяцам | Подчинение по месяцам |
| Дата                  | Фронт (округ)                                              | Армия                 | Корпус (группа)       | Примечания            |
| --------------------- | ---------------------------------------------------------- | --------------------- | --------------------- | --------------------- |
| 1 августа 1941 года   | Московский военный округ                                   | -                     | -                     | -                     |
| 1 сентября 1941 года  | Московский военный округ                                   | -                     | -                     | -                     |
| 1 октября 1941 года   | Ленинградский фронт                                        | 54-я армия            | -                     | -                     |
| 1 ноября 1941 года    | Ленинградский фронт                                        | 54-я армия            | -                     | -                     |
| 1 декабря 1941 года   | Ленинградский фронт                                        | 54-я армия            | -                     | -                     |
| 1 января 1942 года    | Волховский фронт                                           | 54-я армия            | -                     | —                     |
| 1 февраля 1942 года   | Волховский фронт                                           | 8-я армия             | -                     | —                     |
| 1 марта 1942 года     | Волховский фронт                                           | 8-я армия             | -                     | —                     |
| 1 апреля 1942 года    | Волховский фронт                                           | -                     | -                     | —                     |
| 1 мая 1942 года       | Ленинградский фронт (Группа войск Волховского направления) | -                     | -                     | точных данных нет     |
| 1 июня 1942 года      | Ленинградский фронт (Волховская группа войск)              | -                     | -                     | точных данных нет     |
| 1 июля 1942 года      | Волховский фронт                                           | -                     | -                     | точных данных нет     |
| 1 августа 1942 года   | Волховский фронт                                           | -                     | -                     | точных данных нет     |
| 1 сентября 1942 года  | Волховский фронт                                           | -                     | -                     | точных данных нет     |
| 1 октября 1942 года   | Волховский фронт                                           | -                     | -                     | точных данных нет     |
| 1 ноября 1942 года    | Волховский фронт                                           | 8-я армия             | -                     | -                     |
| 1 декабря 1942 года   | Волховский фронт                                           | 59-я армия            | -                     | -                     |
| 1 января 1943 года    | Волховский фронт                                           | -                     | -                     | —                     |
| 1 февраля 1943 года   | Волховский фронт                                           | -                     | -                     | —                     |
| 1 марта 1943 года     | Волховский фронт                                           | 54-я армия            | -                     | —                     |
| 1 апреля 1943 года    | Волховский фронт                                           | -                     | -                     | —                     |
| 1 мая 1943 года       | Волховский фронт                                           | -                     | -                     | -                     |
| 1 июня 1943 года      | Волховский фронт                                           | -                     | -                     | -                     |
| 1 июля 1943 года      | Волховский фронт                                           | -                     | -                     | -                     |
| 1 августа 1943 года   | Волховский фронт                                           | -                     | -                     | -                     |
| 1 сентября 1943 года  | Волховский фронт                                           | -                     | -                     | -                     |
| 1 октября 1943 года   | Волховский фронт                                           | 59-я армия            | -                     | -                     |
| 1 ноября 1943 года    | Волховский фронт                                           | 59-я армия            | -                     | -                     |
| 1 декабря 1943 года   | Волховский фронт                                           | 59-я армия            | -                     | -                     |
| 1 января 1944 года    | Волховский фронт                                           | 59-я армия            | -                     | -                     |
| 1 февраля 1944 года   | Волховский фронт                                           | 8-я армия             | -                     | -                     |
| 1 марта 1944 года     | Ленинградский фронт                                        | 54-я армия            | -                     | -                     |
| 1 апреля 1944 года    | Ленинградский фронт                                        | 54-я армия            | -                     | -                     |

## Командиры
- майор Егоров Василий Георгиевич

## Награды и наименования
| Награда                | Дата       | За что получена            |
| ---------------------- | ---------- | -------------------------- |
| Новгородский           | 21.01.1944 | Отличие в боях за Новгород |
| Орден Красного Знамени | 26.02.1944 | Отличие в боях за Дно      |

## Другие инженерно-сапёрные воинские части с тем же номером
- 135-й отдельный сапёрный батальон
- 135-й гвардейский отдельный сапёрный батальон
- 135-й отдельный моторизованный штурмовой инженерно-сапёрный батальон
- 135-й отдельный инженерно-минный батальон
- 135-й отдельный инженерно-сапёрный батальон